# ياكوزا 2
ياكوزا 2 (بالإنجليزية: Yakuza 2)‏ (باليابانية: 龍が如く2) هي لعبة أكشن-مغامرات، نشرتها شركة سيجا عام 2006 على البلاي ستيشن 2 في اليابان وفي عام 2008 في أمريكا الشمالية وأوربا. وهي الجزء الثاني من سلسلة ألعاب الجريمة المنظمة ياكوزا.
في عام 2017 تم إعادة إنتاج اللعبة على البلاي ستيشن 4 وصدرت في اليابان.

## المواقع
نصف اللعبة يدور في طوكيو في حي شينجوكو وكابوكيشو.
والنصف الثاني يدور في أوساكا.

## الممثلون الصوتيون
- تاكايا كورودا بدور كازوما كيريو (桐生 一馬).
- يو دايكي بدور كاورو ساياما (狭山 薫).
- ماسامي إيواساكي بدور ريوجي غودا (郷田 龍司).
- ريه كوغيميا بدور هاروكا ساوامورا (澤村 遥).
- تيتسويا واتاري بدور شينتارو كازاما (風間 新太郎).
- ساتوشي توكوشيج بدور دايجو دوجيما (堂島 大吾).
- كازوهيرو ياماجي بدور ماكوتو دايت (伊達 真).
- سوسومو تيراجيما بدور جيرو كاوارا (瓦 次郎).
- هيكارو أوياما بدور مضيفة نادي ليلي.

## وصلات خارجية
- Official Yakuza 2 North America website
- Official Yakuza 2 UK website
- Official Ryu Ga Gotoku 2 Japan website